# August Trinius

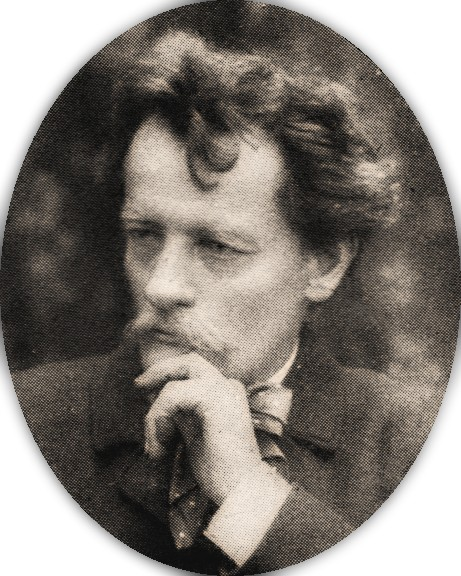
August Trinius

Heinrich August Trinius (* 31. Juli 1851 in Schkeuditz; † 2. April 1919 in Waltershausen) war ein deutscher Schriftsteller. Er wurde auch als Wanderschriftsteller bekannt. Sein größtes Verdienst lag darin, dass er mit seinem Buch Der Rennstieg des Thüringer Waldes  ab 1890 den Rennsteig-Boom der Kaiser-Wilhelm-Zeit auslöste.

## Leben
August Trinius war der uneheliche Sohn von Sidonie Alwina Trinius (1825–1911), Tochter von Louis Bernhard Trinius, Amtmann in Zingst und Auguste Henriette Emilie, geb. von Seckendorf. Seine Mutter hatte noch vier weitere Kinder, von denen zwei das Erwachsenenalter erreichten. August Trinius siedelte mit Mutter und Schwester 1853 nach Erfurt um, wo er bis 1863 lebte. Hier entdeckte er erstmals seine besondere Liebe zu Thüringen. Nach Beendigung seiner schulischen Ausbildung absolvierte er eine Lehre zum Kaufmann und nahm anschließend eine Stellung als Buchhalter in Berlin an. Nebenher begann er zu schreiben und erste Publikationen wurden veröffentlicht.
Als sich erste journalistische Erfolge einstellten, widmete Trinius sich ganz dem Schreiben. Er verfasste regelmäßig Artikel für Berliner Zeitungen zum Thema Berlin und Mark Brandenburg. Sein erstes Werk hieß demnach auch Märkische Streifzüge. Bald unternahm Trinius längere Reisen und Wanderungen durch ganz Deutschland. Dabei kam er wieder nach Thüringen. Von dessen Landschaft und Geschichte war er derartig gefangen, dass er in den 1880er Jahren beschloss, nach Thüringen umzusiedeln. Er ließ sich 1890 in Waltershausen nieder und wohnte dort bis zu seinem Lebensende. Hier entstand auch der Text zum Rennsteiglied (nicht zu verwechseln mit dem Rennsteiglied von Karl Müller). Während des Aufenthaltes von Trinius in Waltershausen begann seine langjährige Freundschaft mit dem einheimischen Maler Friedrich Holbein.
In der Folgezeit entstanden mehr als 30 Werke über den Thüringer Wald, besonders den Rennsteig und andere Naturschönheiten Thüringens. Von 1886 bis 1902 erschien die Reihe Thüringer Wandersmann in 8 Bänden, die sich vor allem dem Rennsteig widmete und in den 1890er Jahren die Reiselust des Bildungsbürgertums nach Thüringen wecken sollte. Andere Titel von Trinius über seine Thüringer Wahlheimat waren: „Mit Laute und Rucksack“, „Streifzüge durchs Thüringer Land“, „Im Zauber der Wartburg“, „Im Banne der Heimat“, „Frohe Wanderfahrten“, „Durchs Saaletal“, „Durchs Unstruttal“, „Durchs Werratal“. Darüber hinaus schrieb er auch über andere deutsche Landschaften, wie die Vogesen, die Stadt Hamburg, die Umgebung von Rhein und Mosel.
Auch die Attributierung „Thüringen – das grüne Herz Deutschlands“ stammt von Trinius und ist einer seiner Buchtitel.
August Trinius verstarb 1919 in Waltershausen, wo sein Grab noch auf dem Friedhof aufgesucht werden kann. Das Grabdenkmal stammt von 1921 und wurde anlässlich der Gründung des „Bundes der Thüringer Berg-, Burg- und Waldgemeinden“ enthüllt. Dieser Verein wurde 2001 mit einer Feierstunde am Grab von Trinius aus Anlass seines 150. Geburtstages wiedergegründet.

## Ehrungen
- Herzog Ernst II. von Sachsen-Coburg und Gotha verlieh Trinius für seine Verdienste den Titel eines Hofrats.
- An Trinius erinnern eine Trinius-Quelle, eine Trinius-Hütte, eine Trinius-Rast, eine Triniusbaude und ein Trinius-Stein im Thüringer Wald, sowie in Waltershausen ein Trinius-Weg mit Trinius-Bank, eine Straße im Stadtzentrum und eine Gedenktafel vor seinem ehemaligen Wohnhaus.

## Werke (Auswahl)
- Durch’s Moselthal. Ein Wanderbuch, J. C. C. Bruns Verlag, Minden i. W. 1897.
- Vom grünen Strand der Spree. Berliner Skizzenbuch,  J. C. C. Bruns Verlag, Minden i. W. 1885 (Digitalisat)
- Goethe-Stätten und andere Erinnerungen aus Thüringen. Simion, Berlin 1904 (Digitalisat)
- Märkische Streifzüge: Nördlich von Berlin – An der Oberspree – Havellandschaften – Quer über den Fläming. 1. Band. 1. Auflage Verlag von Schmidt & Sternaux, Berlin 1884, 2. Auflage  J. C. C. Bruns’ Verlag, Minden i. W., 1887 (Digitalisat)
- Märkische Streifzüge, Neue Folge: Östlich von Berlin – Im Lande Lebus – Spree-Landschaften – An der Nuthe – Havel-Landschaften. Verlag von Schmidt & Sternaux, Berlin 1885, 2., vermehrte und verbesserte Auflage  J. C. C. Bruns’ Verlag, Minden i. W., 1887.
- Auf märkischer Erde. Bruns Verlag, Minden 1893, urn:nbn:de:kobv:109-1-15443138.
- Märkische Streifzüge, Dritter Band: Spree-Landschaften – Zwischen Spree und Havel. J. C. C. Bruns’ Verlag, Minden i. W., 1887 (Digitalisat)
- Geschichte der Einigungskriege 1864, 1866, 1870/71, Erster Teil: Geschichte des Krieges gegen Dänemark 1864. G. Hempel Verlagsbuchhandlung, Berlin 1885 (Digitalisat)
- Geschichte des Krieges gegen Österreich und des Mainfeldzuges 1866. Ferd. Dümmlers Verlagsbuchhandlung, Berlin (Digitalisat)
- Geschichte des Krieges gegen Frankreich 1870/71. Ferd. Dümmlers Verlagsbuchhandlung, Berlin (Digitalisat)
- Das grüne Herz Deutschlands: Eine Wanderfahrt durch den Thüringer Wald. Verlag Vereinigung Heimat und Welt, Berlin 1910
- Die Mosel (= Velhagen & Klasings Volksbücher. Band 89). Verlag von Velhagen & Klasing, Leipzig, Bielefeld 1912, urn:nbn:de:bsz:14-db-id19205221235.